# Watshamiella alata
Watshamiella alata är en stekelart som beskrevs av Wiebes 1981. Watshamiella alata ingår i släktet Watshamiella och familjen fikonsteklar.
Artens utbredningsområde är Zimbabwe. Inga underarter finns listade i Catalogue of Life.